# Скорцолета-Молино (Павија)
Скорцолета-Молино је насеље у Италији у округу Павија, региону Ломбардија.
Према процени из 2011. у насељу је живело 245 становника. Насеље се налази на надморској висини од 129 м.